# Adolphe Julien Fouéré
Ne pas confondre avec Jean Adolphe Fouéré, dit Yann Fouéré
Pour les articles homonymes, voir Fouéré.
L’abbé Fouré, pseudonyme d’Adolphe Julien Fouéré, né le 4 septembre 1839 à Saint-Thual et mort le 10 février 1910 à Rothéneuf, est un prêtre et sculpteur français du courant de l'art brut, principalement connu pour ses Rochers sculptés de Rothéneuf.

## Biographie

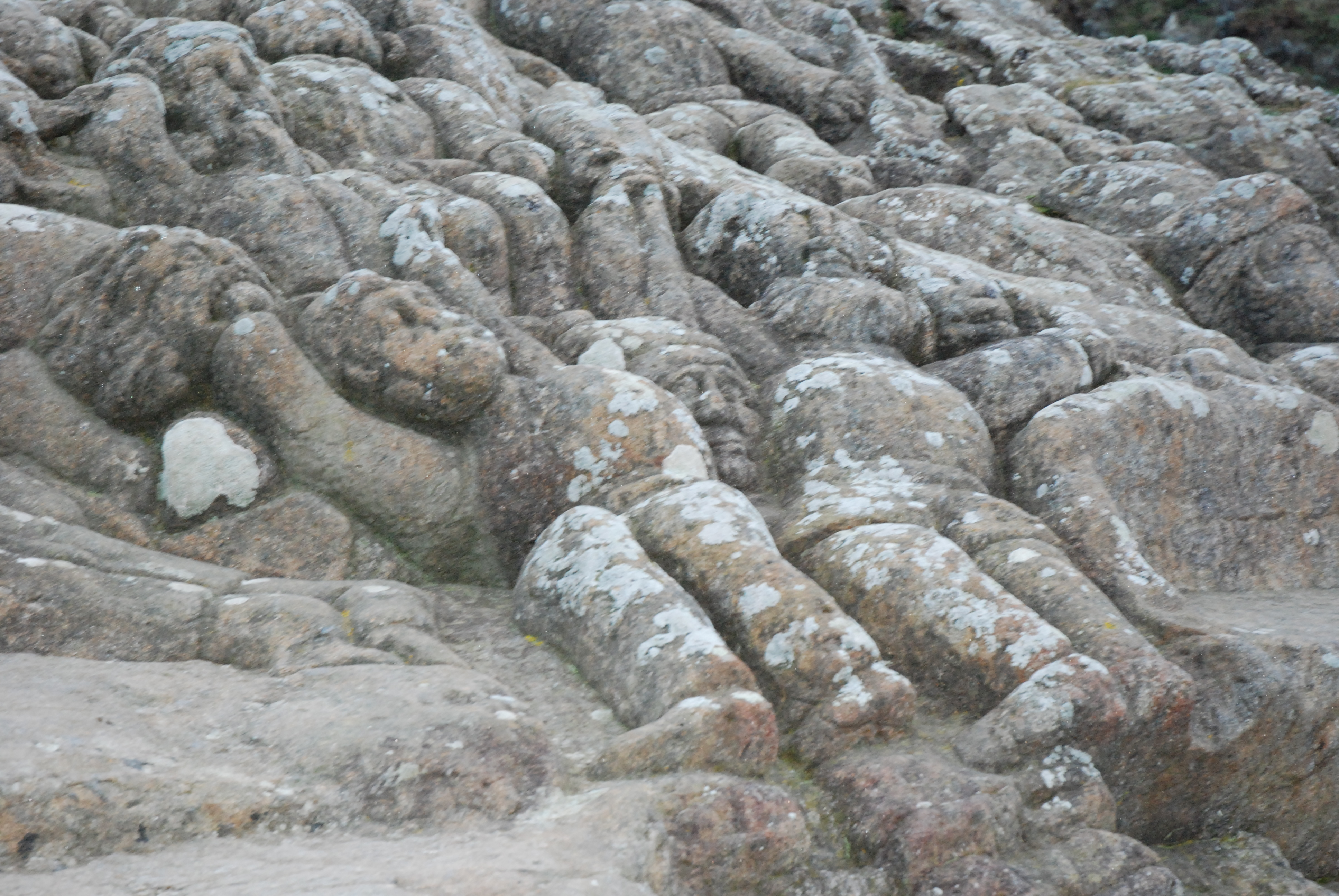
Détail des Rochers sculptés de Rothéneuf (1894-1907).

Adolphe Julien Fouéré est formé au sacerdoce au petit séminaire de Saint-Méen-le-Grand, puis au grand séminaire de Rennes. C'est à partir de cette époque qu'il prend le pseudonyme de « Fouré ».
Ordonné prêtre le 19 décembre 1863, il est nommé, de 1864 à 1877, vicaire à Paimpont, où il dessert la chapelle Saint-Éloi-des-Forges. Alors que le droit de grève n'est reconnu que depuis deux ans, il y soutient en 1866 un mouvement déclenché par l'imminence de l'arrêt des hauts-fourneaux, allant jusqu'à  tenter de rencontrer, en vain, le propriétaire du site industriel, le duc d'Aumale exilé en Angleterre.
De 1877 à 1881, il est vicaire à Guipry, de 1881 à 1887, il est  recteur de Forges-la-Forêt et de 1887 à 1889, il est recteur à Maxent.
En février 1889, pour une dernière fois, il est nommé recteur dans la paroisse de Langouët, près de Rennes. Il y arrive avec une « dureté d'oreille ».
En 1894, malgré une pétition de ses paroissiens voulant le conserver, l’abbé Fouré, victime d'un accident vasculaire qui lui entraîne une perte partielle d'audition, est contraint d’abandonner son ministère et de se retirer comme prêtre habitué, à Rothéneuf, à cinq kilomètres de Saint-Malo,.
L'ecclésiastique entame alors une œuvre monumentale, directement taillée sur les rochers in-situ, à la merci de l'érosion marine. Pendant 13 ou 14 ans, de fin 1894 à 1907,sans aucune connaissance artistique préalable, il sculpte plus de 300 statues sur cet ensemble de rochers granitiques surplombant la mer, s'inspirant de thèmes variés (Gargantua, Crésus, contrebandiers, marins, pirates, , etc.) et crée de nombreuses sculptures en bois dans sa maison du bourg appelée Haute folie, Maison de l'Ermite et également connue sous le nom de musée Bois. Ses chefs-d'œuvre d'art naïf lui ont valu le surnom de « Facteur Cheval breton ». Son œuvre disparaît progressivement en raison de l'érosion marine.
En 1907, frappé de paralysie et atteint de difficulté d'élocution, il est contraint d'arrêter toutes ses activités. Il termine ses jours dans la maison portant le nom d'Hermitage de Rothéneuf, où il meurt le 10 février 1910,.